# Nepiznanîci, Iemilciîne
Nepiznanîci (în ucraineană Непізнаничі) este un sat în comuna Velîkîi Iabluneț din raionul Iemilciîne, regiunea Jîtomîr, Ucraina.

## Demografie
Componența lingvistică a localității Nepiznanîci
     Ucraineană (98,36%)
     Rusă (1,64%)
Conform recensământului din 2001, majoritatea populației localității Nepiznanîci era vorbitoare de ucraineană (98,36%), existând în minoritate și vorbitori de rusă (1,64%).